# こちら海です
『こちら海です』（こちらうみです）は、1977年10月から2004年3月28日まで放送された紀行番組である。関西電力の一社提供。

## 概要
KBS京都・サンテレビ・テレビ和歌山・福井テレビの4局が共同制作していた番組で、26年半にわたって放送されていた。番組制作は各局がローテーション制で行い、京都・福井は日本海側 = 丹後半島・若狭湾、和歌山は紀伊半島、兵庫は日本海・太平洋両側と、それぞれの沿岸地域に関連する海と人々の暮らしを取り上げたり、各地域の最新スポットを訪れたりしていた。年に数回ほど、各局のリポーターが集結する回もあった。
初期の本編エンディングでは音頭調のテーマ曲「チョッチョ節」(作詞:長尾藤三 作曲:小林亜星 歌:あすかえみ)が流れ、この曲の最後の部分でネット局テロップが出ていた。テロップは下記リニューアル後も継続されている。
1992年4月5日放送分をもって番組ロゴが一新された。

## 放送時間
- 日曜 11:30 - 12:00 （KBS京都）
- 日曜 12:00 - 12:30 （サンテレビ）
- 日曜 18:30 - 19:00 （テレビ和歌山）
- 日曜 10:00 - 10:30 （福井テレビ）

## 出演者
- 岩国美弥子
- 牧野晴歌
- 猿渡ゆか
- 永倉由季
- 山本陽子
- 扇松真規子
- ほか

## タイトルロゴ
初代（1977年10月 - 1992年3月）
「こちら海です」の下に波を現す形だった。海の部分が大きかった。
2代目（1992年4月 - 2004年3月）
ポップな書体になっており上にこちら、下に海ですと大きく配列。「こ」と「海です」がブルー「ち」がスカイブルー「ら」がオレンジとサーモンピンクのカラーを施し、小さい魚3匹とカモメが付く形だった。

## 番組の終了
スポンサーの関西電力が、2003年の美浜原子力発電所での事故をきっかけとした広報活動自粛（事実上のスポンサー降板）により、2003年8月からノンスポンサー（公共広告機構（現：ACジャパン）のコマーシャルに差し替え）となり、そのまま番組は2004年3月に終了した。最終回では、参加各放送局のリポーターが集結しての総集編が放送された。

## その他
- 中島知子（元お笑いコンビ・オセロ。現在は女優として大分県在住）は、学生時代にこの番組のリポーターを務めた経験がある。